# Wurzel-Jesse-Fenster (Paris, St-Gervais-St-Protais)

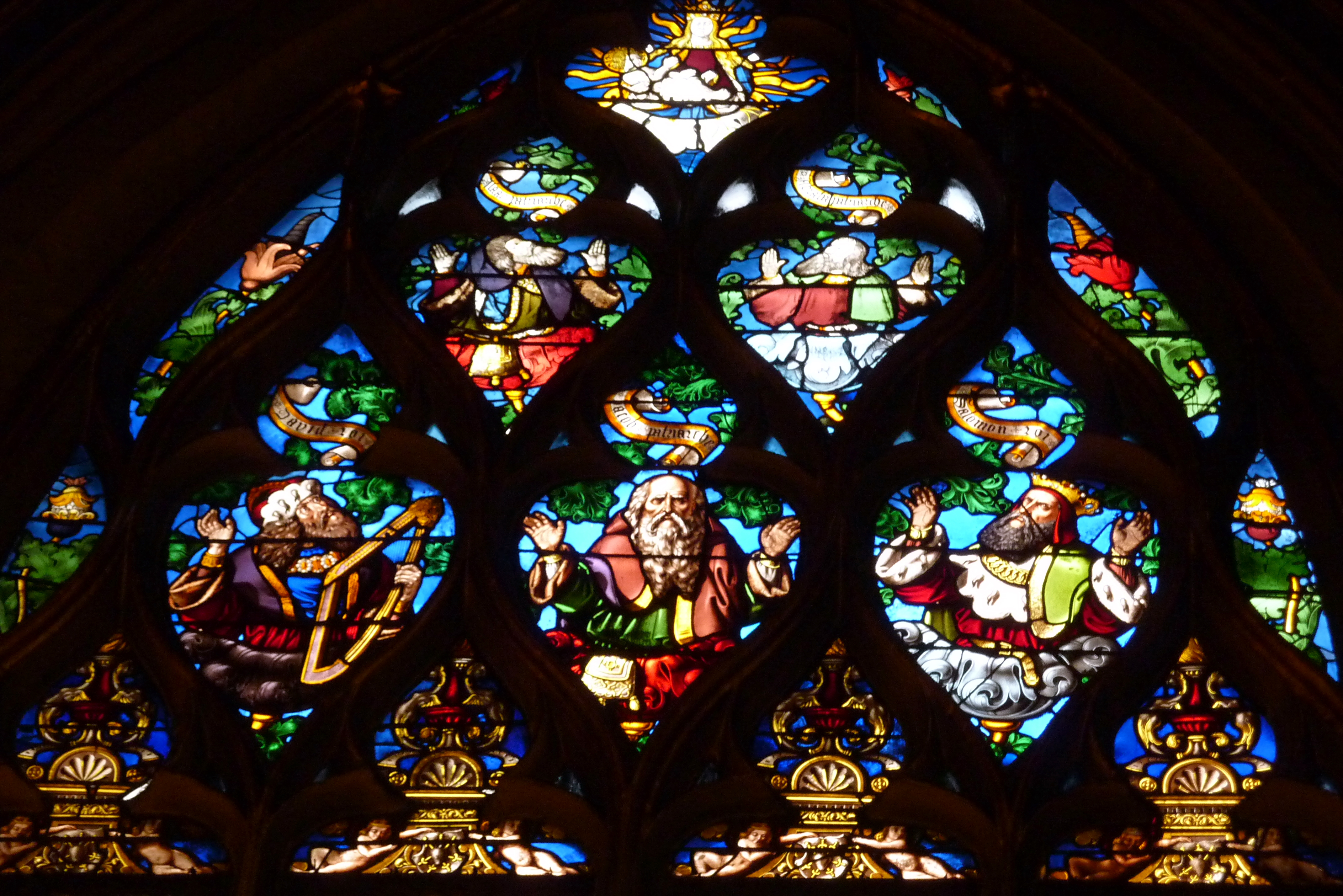
Wurzel-Jesse-Darstellung in Kirche St-Gervais-St-Protais in Paris

Das Wurzel-Jesse-Fenster in der katholischen Pfarrkirche St-Gervais-St-Protais in der französischen Hauptstadt Paris wurde 1531 geschaffen. Im Jahr 1905 wurde das Bleiglasfenster als Monument historique in die Liste der geschützten Objekte (Base Palissy) in Frankreich aufgenommen.

## Beschreibung
Das Tympanon des acht Meter hohen und 2,40 Meter breiten Fensters in der Marienkapelle wurde von Robert Pinaigrier geschaffen. Der untere Teil des Fensters mit Szenen aus dem Leben Marias wurde 1841 neu gefertigt.
Die Wurzel Jesse ist ein weit verbreitetes Bildmotiv der christlichen Kunst des Mittelalters und der frühen Neuzeit. Es wird der Stammbaum Christi in Gestalt eines Baumes dargestellt, der aus der Figur Jesses herauswächst, dem Vater König Davids. Jesse wird schlafend gezeigt und als folgende Zweige des Baumes erscheinen David und weitere elf Könige Israels. Den Abschluss bildet die Darstellung Marias mit Kind.
Das Fenster wurde 1845 von Caspar Gsell restauriert und vervollständigt.

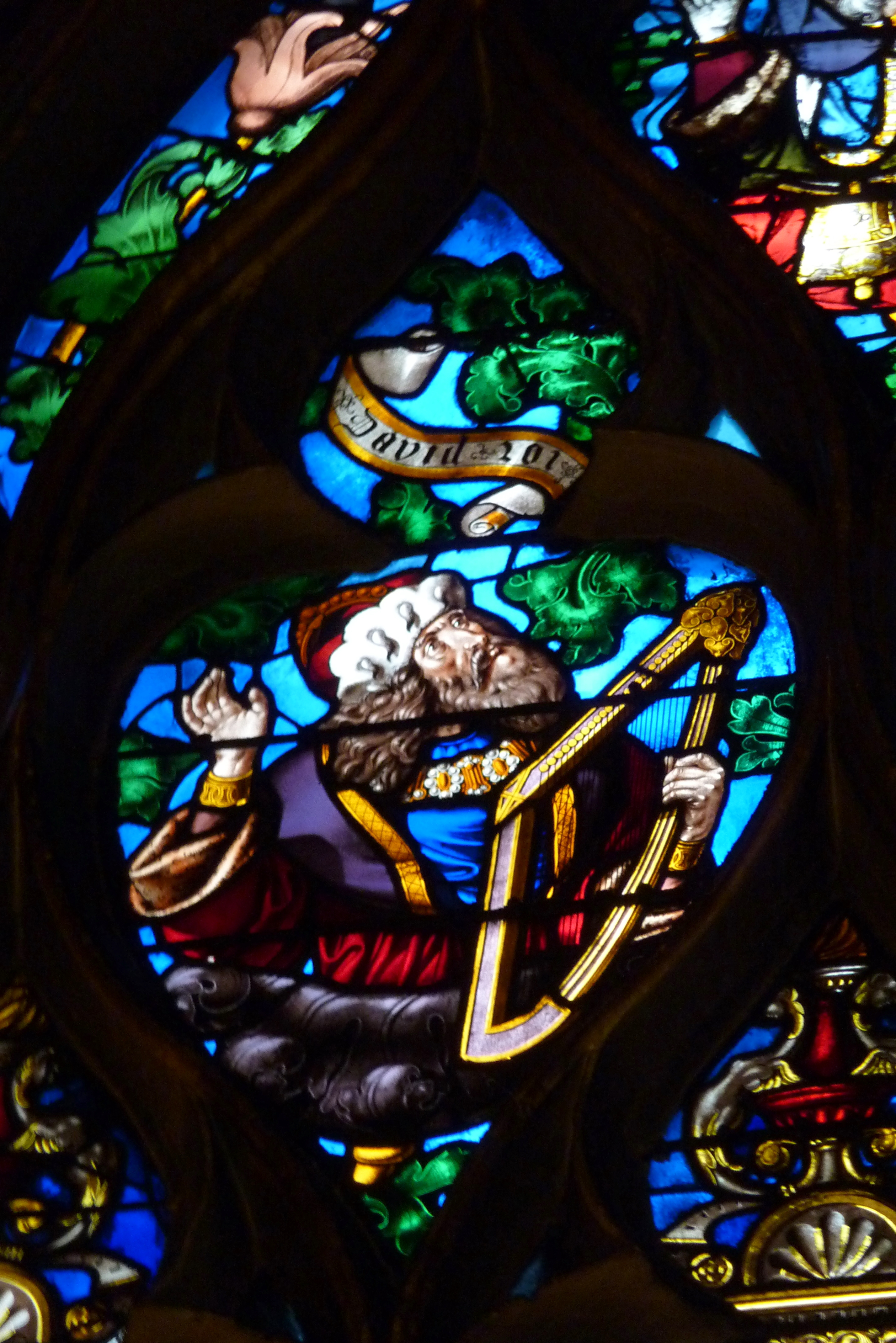
David
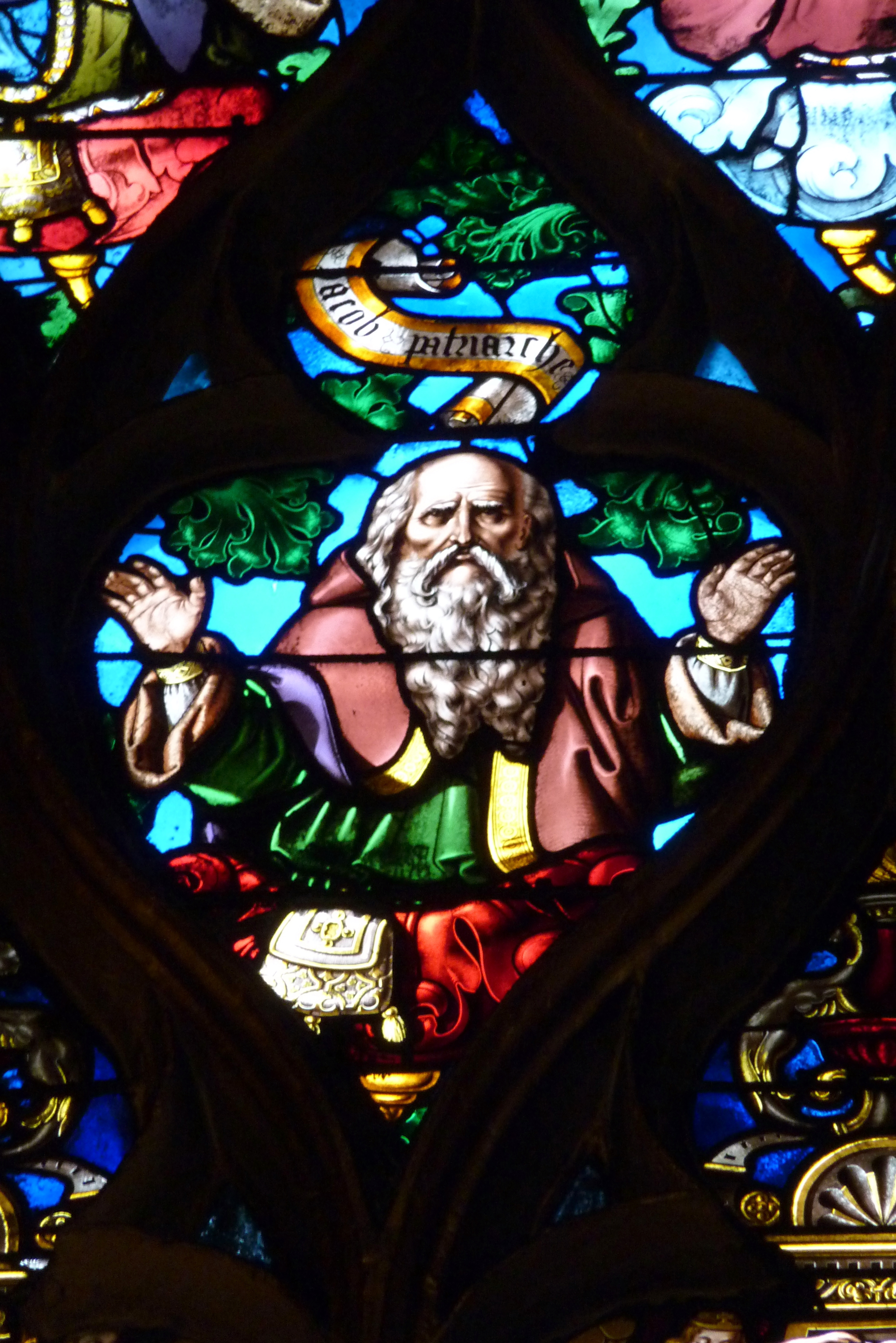
Jakob
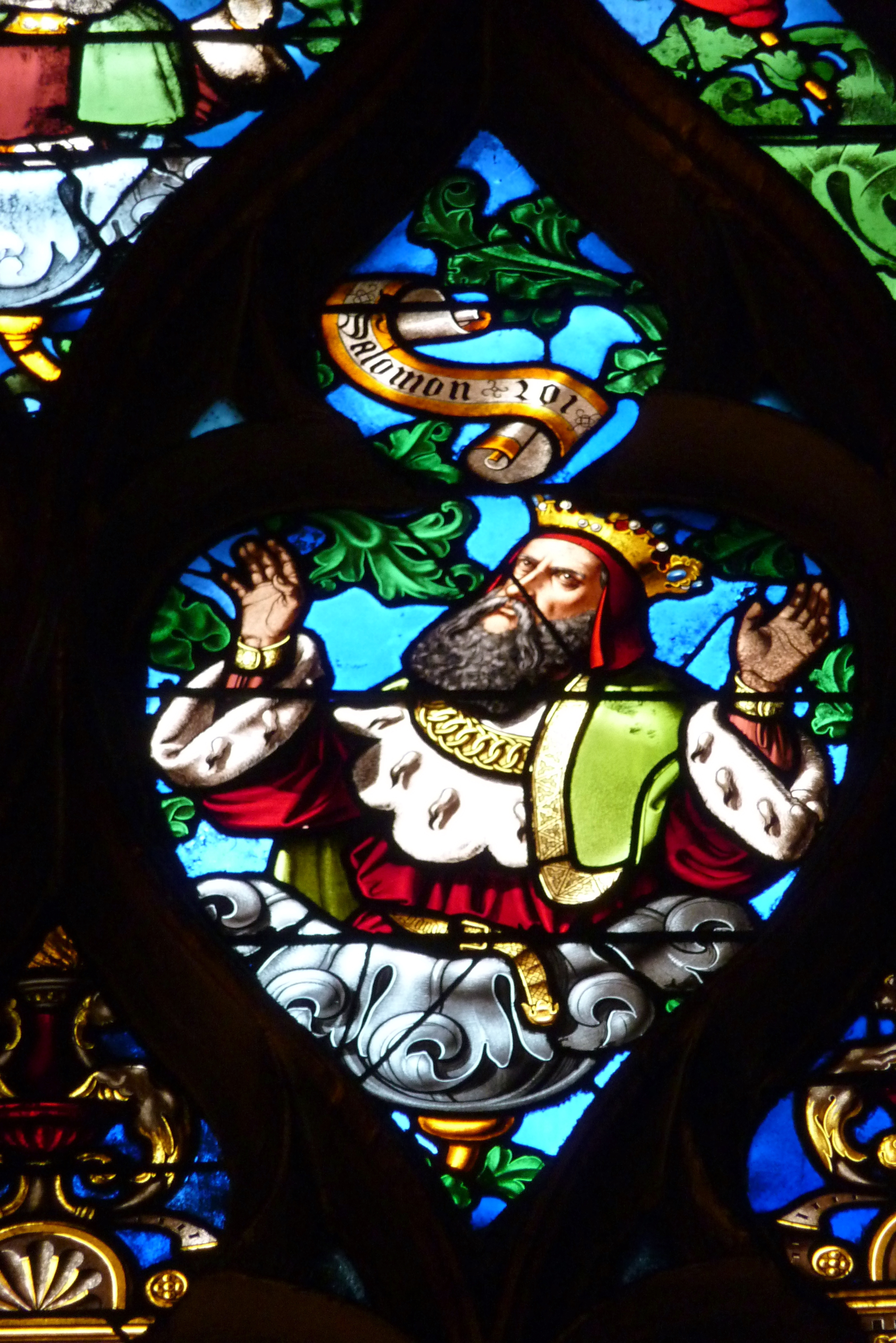
Salomo